# Iglesia de Todos los Santos (Notting Hill)
La Iglesia de Todos los Santos (en inglés «All Saints Notting Hill») es una iglesia parroquial de la Iglesia de Inglaterra situada en Talbot Road, Notting Hill, Londres, Inglaterra, Reino Unido, afiliada al movimiento anglo-católico Forward in Faith.  La iglesia está construida en un estilo neogótico victoriano con una llamativa decoración policromada. Por su valor patrimonial, el edificio está catalogado como monumento clasificado de grado II*.

## Historia
La construcción de la iglesia de All Saints comenzó en 1852 por iniciativa del reverendo Dr. Samuel Walker. Walker era un especulador inmobiliario adinerado, uno de varios que estaban comprando terrenos en la zona que entonces pasaría a conocerse como Kensington Park.
La iglesia fue diseñada por el arquitecto William White, en colaboración con Sir George Gilbert Scott, con la intención de que fuera la pieza central del desarrollo urbanístico local de Walker, y destacaba por ser una iglesia sin alquiler de bancos.
La especulación inmobiliaria de Walker en la zona resultó ser un fracaso financiero, y terminó vendiendo sus intereses a otros especuladores que apostaban por el desarrollo del nuevo barrio de Kensington Park.
Como resultado, la construcción de la iglesia quedó inacabada durante varios años, periodo en el que algunos comenzaron a referirse a ella burlonamente como «Todos los Pecadores en el Barro» («All-Sinners-in-the-Mud»).
All Saints fue finalmente completada en 1861 a un coste de £25,000, aunque sin su aguja, para el ministerio del reverendo John Light, del Trinity College de Dublín.
La torre mide 100 pies (30 metros) de altura y se dice que recuerda al campanario gótico medieval de Brujas, en Bélgica.
Durante el Blitz de la Segunda Guerra Mundial, All Saints sufrió graves daños por bombardeos aéreos, al igual que los edificios vecinos, incluidos los apartamentos de Pinehurst Court, en 1–9 Colville Gardens. Las primeras bombas cayeron el 26 de septiembre de 1940, y la iglesia fue golpeada de nuevo en marzo y junio de 1944. La Capilla de la Virgen y la capilla del transepto sur fueron destruidas. Los trabajos de restauración concluyeron en 1951.
El 14 de octubre de 1966, la banda de rock Pink Floyd ofreció el primero de una serie de eventos conocidos como Notting Hill Fayre en el salón parroquial de All Saints. Estos eventos, organizados por la London Free School, fueron los precursores del Carnaval de Notting Hill. Tres años después, la banda Hawkwind también tocó en el mismo salón parroquial.

## Clero
De 1931 a 1961, el párroco fue el extrovertido y sociable padre John Twisaday, quien estableció la tradición de culto de alta iglesia en All Saints. A partir de enero de 2025, el reverendo Charles Card-Reynolds fue el nuevo párroco.

## Párrocos
- 1861–1885: John Light.
- 1885–1896: Robert Trench.
- 1896–1907: Philip Herbert Learyk.
- 1907–1931: Herbert Ridley.

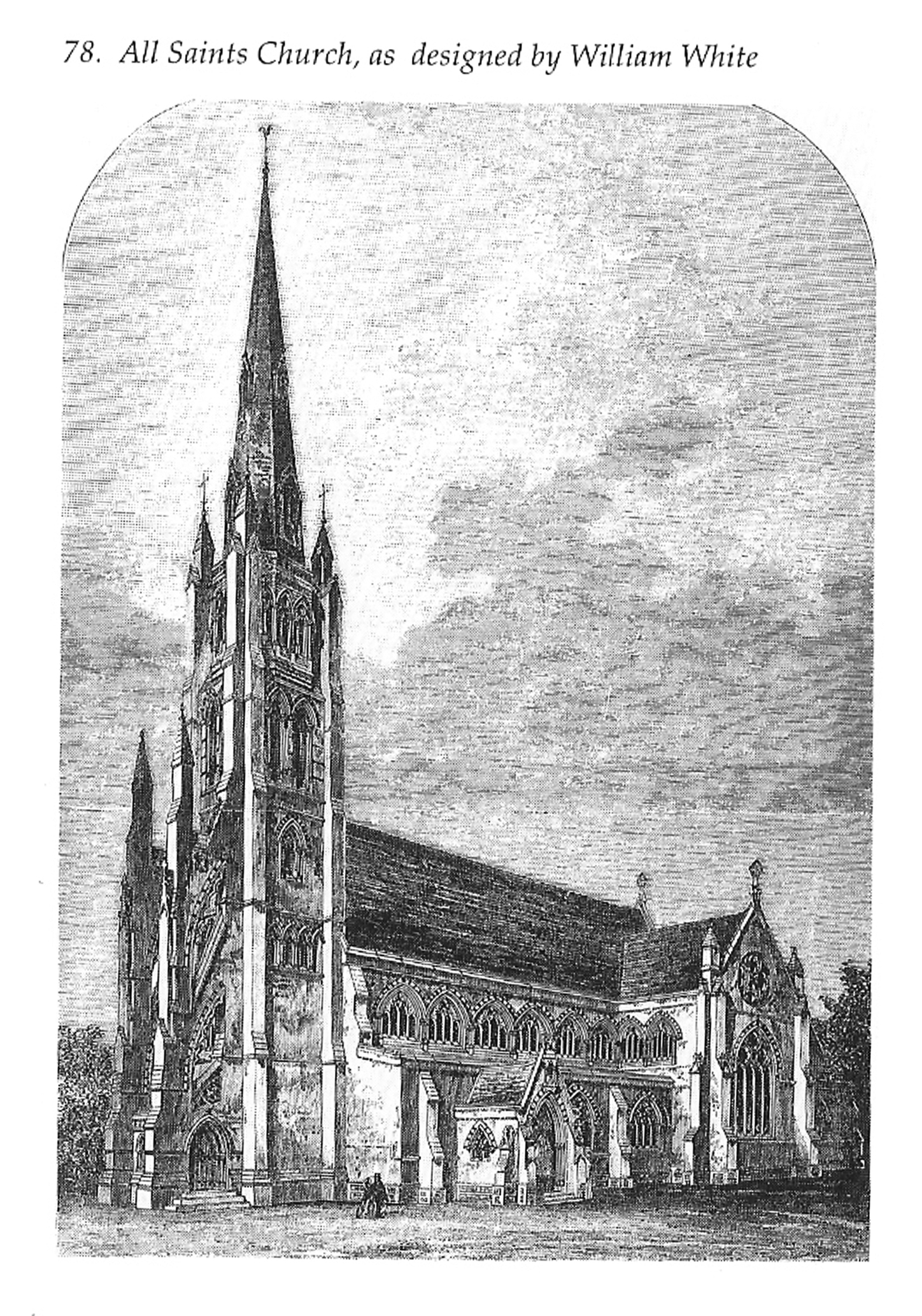
Grabado del diseño de William White para All Saints, completo con su aguja.

- 1932–1961: John Herbert Cloete Twisaday.
- 1961–1966: John Herbert Brewer.
- 1966–1967: John Henry Dixon.
- 1967–1974: Peter Clark.
- 1976–2018: John Brownsell.
- 2019–2024: Philip Corbett.
- 2025– : Charles Card-Reynolds.

## Decoración y mobiliario
El presbiterio cuenta con pinturas de Henry Holiday.

## Feligreses notables
- Walter Passmore (1867–1946), cantante y actor conocido por sus papeles cómicos de barítono en las óperas de Gilbert y Sullivan con la compañía D'Oyly Carte Opera Company, fue monaguillo en All Saints.[14]

## Órganos y organistas

### Órganos
- 1862–1863: El primer órgano de la iglesia fue construido por Gray & Davison, tras haber sido exhibido previamente en la Exposición Internacional de 1862.[15] Estaba ubicado en el transepto sur de la iglesia. Esta ubicación fue objeto de algunas críticas:

«El transepto norte de All Saints', Notting Hill, fue diseñado por el Sr. White expresamente para albergar el órgano, y con ese fin lo dotó de un gran rosetón con tracería situado en lo alto del muro [...] Sin embargo, las autoridades decidieron colocar el órgano en el transepto sur, bloqueando por completo una hermosa vidriera de cuatro luces. El efecto del transepto opuesto, con una pared completamente desnuda, resulta muy poco agradable. [...] El órgano en cuestión, construido por Gray and Davison, se encuentra en una posición elevada y cuenta con un añadido algo inusual (para un instrumento moderno): un órgano de coro.»
- 1902: Se instaló un nuevo órgano de tres teclados (manuales), construido por Norman and Beard,[17] ubicado en el presbiterio norte y el transepto norte.[18]
- 1952: El órgano fue reconstruido por Percy Daniel & Co, de Clevedon, colocando los tubos dentro de la torre, desde donde el sonido se proyecta hacia el interior de la iglesia a través de una abertura que da a la galería oeste.[19]

### Organistas
- (s.f.) Henry John Gauntlett (9 de julio de 1805, Wellington – 21 de febrero de 1876, Kensington). Doctor en Música (Lambeth, 1843).[20]
- (s.f.) George Benjamin Allen (21 de abril de 1822, Londres – 30 de noviembre de 1897, Brisbane). Licenciado en Música (Oxford, 1852).[20]
- (1873–1886) Edward Henry Birch (12 de diciembre de 1849, Uxbridge – 9 de abril de 1934, Kensington). Licenciado en Música (Oxford, 1875).[20]
- (¿1885/6?-al menos 1892) George Ernest Lake (29 de mayo de 1854, Londres – 15 de marzo de 1893, Londres).[20]
- (documentado en el cargo en 1902 y 1921) Richard William Robertson (c.1880, Kensington – 11 de mayo de 1936, St Pancras).[20][21]
- (1905–) Henry Scott-Baker (1880, Londres – ¿?). A.R.A.M., L.R.A.M., A.R.C.O.[20][22]
- (documentado en el cargo en 1921) Benham Blaxland (1861, Parramatta – 1926, Londres).[20][23]
- (1936–1942) Joseph Hurst Bannister (1882, Burton-upon-Trent – 2 de agosto de 1942, Lindfield).[20]
- Documentado en el cargo en 1957/1958: Nicholas Jackson (1934– ), 3er baronet (desde 1979). LRAM.[24][25][26]
- (1975) Cargo de organista anunciado conjuntamente con St John's Notting Hill, con un salario de £200 anuales.[27]
- Documentado en el cargo en 2005: Andrew Tait. GGSMD, MA, MMus.[28]
- (2021–2023) Christopher Myhill (1980– ).[29]

### Organistas adjuntos
- 1877–1879: Henry William Richards (16 de abril de 1865, Notting Hill – 4 de enero de 1956, Reading). Doctor en Música (Dunelm, 1903), Hon. R.A.M., Hon. R.C.M., F.R.C.O.[20]
- Septiembre de 1959: Se anunció el puesto de organista adjunto con un salario de £40 anuales.[30]